# Toi (Niue)
Toi ist eines der vierzehn Dörfer der Insel Niue, die seit 1974 durch einen Assoziierungsvertrag mit Neuseeland verbunden ist. Es ist eines der acht Villages im nördlichen Teil Niues, dem historischen Stammesgebiet Motu. Bei der Volkszählung 2017 hatte es 22 Einwohner, neun weniger als bei der Volkszählung 2006 und 69 weniger als 1986.

## Lage
Toi liegt im Norden der Insel und hat im Norden einen Meereszugang. Im Osten und Südosten grenzt es an Mutalau, im Westen und Südwesten an Hikutavake.